# Liste der Monuments historiques in Le Pout
Die Liste der Monuments historiques in Le Pout führt die Monuments historiques in der französischen Gemeinde Le Pout auf.

## Liste der Bauwerke
| Bezeichnung      | Beschreibung | Standort | Kennzeichnung | Schutzstatus | Datum | Bild           |
| ---------------- | ------------ | -------- | ------------- | ------------ | ----- | -------------- |
| Friedhofskreuz   |              | (Lage)   | PA00083674    | Inscrit      | 1987  |                |
| Kirche St-Martin |              | (Lage)   | PA00083675    | Inscrit      | 1987  | weitere Bilder |

## Liste der Objekte
- Monuments historiques (Objekte) in Le Pout in der Base Palissy des französischen Kultusministeriums